# Lyndhurst (Nova Jérsei)
Lyndhurst é uma Região censo-designada localizada no estado americano de Nova Jérsei, no Condado de Bergen.

## Demografia
Segundo o censo americano de 2000, a sua população era de 19.383 habitantes.

## Geografia
De acordo com o United States Census Bureau tem uma área de
12,7 km², dos quais 12,0 km² cobertos por terra e 0,7 km² cobertos por água.

## Localidades na vizinhança
O diagrama seguinte representa as localidades num raio de 4 km ao redor de Lyndhurst.